# Cefiso (Atenas)

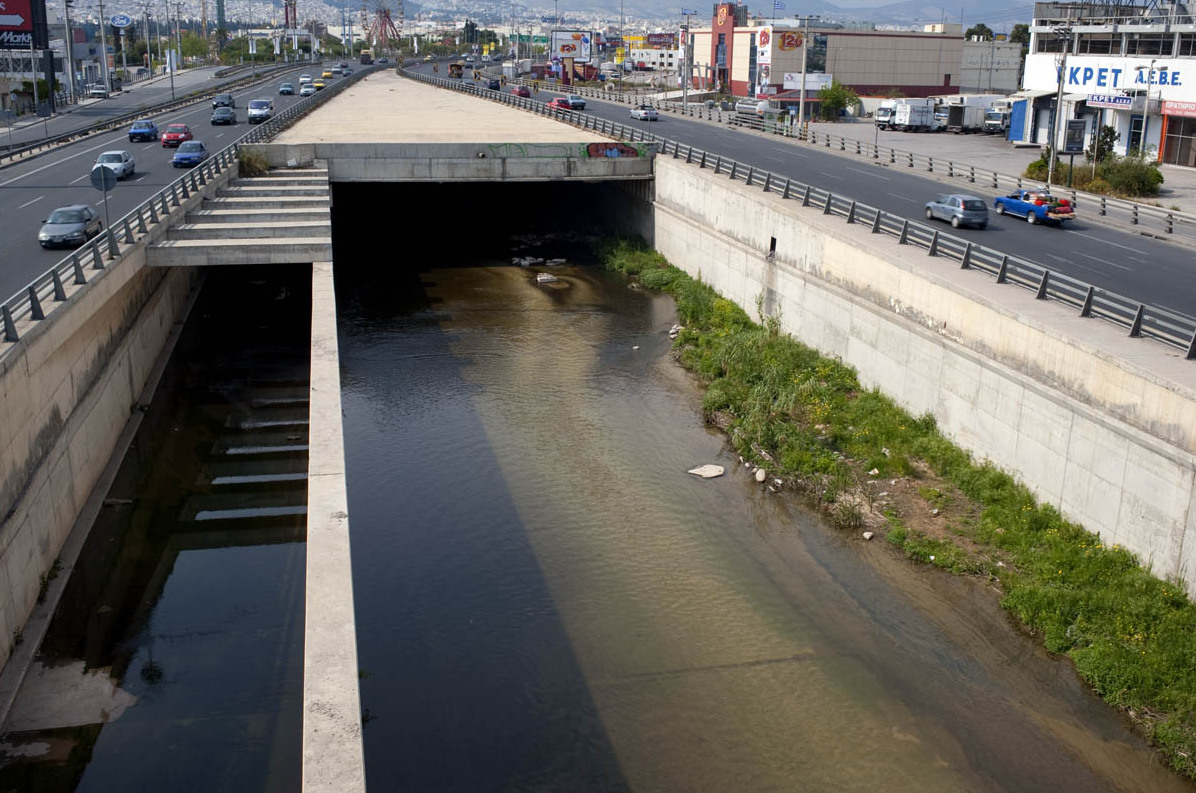
Vista del río Cefiso desde arriba, desde un puente en la autopista Atenas-Lamia

El Cefiso (griego Κήφισσος, Kifissós, Kephissós, Kêphissos) o Cephisus (griego Κήφισος Kêphissos), es un río que discurre por la llanura ateniense. Junto con el vecino río Iliso, drena una cuenca de 420 km2. Fluye al oeste del centro y de la Acrópolis, y desemboca en el Golfo Sarónico La longitud es 27 km.
En su resumen de mitología griega, Apolodoro dice que Praxitea, la mujer de Erecteo, fue hija de Frasimo (desconocido) con Diogenia (desconocida), y hermana de Cefiso.
Este río se encuentra en la parte occidental del valle. Hoy gran parte del río fluye adyacente a la autovía que conecta Atenas y Tesalónica, y al este de los montes Parnés y Egaleo. 
Estrabón dice que el Cefiso era simplemente un arroyo, completamente seco en verano, pero los geógrafos modernos escriben que este río es el único curso de agua del Ática que tiene un régimen regular durante todo el año. En la antigüedad, el río discurría por un único cauce, pero más tarde se desvió su curso y se excavaron otros canales para regar los campos y olivares de la zona.
En la parte sur, el río fluye bajo (pero originalmente en medio de) una autopista de una calle principal llamada avenida Kifissou, durante 15 km.

## Autopista de la avenida Kifissou
Tras los Juegos Olímpicos de Atenas 2004, la autopista de la avenida Kifissou, ahora con tres a cuatro carriles, discurre durante 15 km sobre el río debido a la falta de espacio para viviendas en el área de Atenas. Conecta El Pireo, los barrios septentrionales y las comunidades meridionales del extrarradio de Atenas, desde Varkiza a Falero. Esto ha descongestionado las calles céntricas de Atenas

## Historia
La construcción comenzó en 1995, derribando cuatro puentes para ensancharse. Las obras continuaron durante casi ocho años. Sin embargo, las fuertes lluvias y las inundaciones retrasaron el trabajo en el río (primera semana de agosto de 1997) causando que un camión de cemento fuera arrastrado. En 1999, la reconstrucción de Treis Gephyres, (los Tres Puentes) fue reparada para su ampliación.
En las últimas fases de construcción, la nueva autopista ampliada cerca de la Avenida Peiraiôs fue retrasada por fuertes lluvias a mediados y a finales de 2002, una de ellas a mitad de julio de 2002, y otras tres en septiembre. Se pusieron puertas para evitar inundaciones, ya que fue el año de lluvias más intensas. La autopista sobre el Cefiso (no lejos de donde termina el río), une los barrios del sur y Atenas desde el Pireo, pasando por la Avenida Poseidonos, con su fase final de ampliación de la GR-1. Terminó abriéndose un cruce al sur, cerca de las nuevas instalaciones olímpicas. Se inauguró en 2004.